# ژست پیروزی

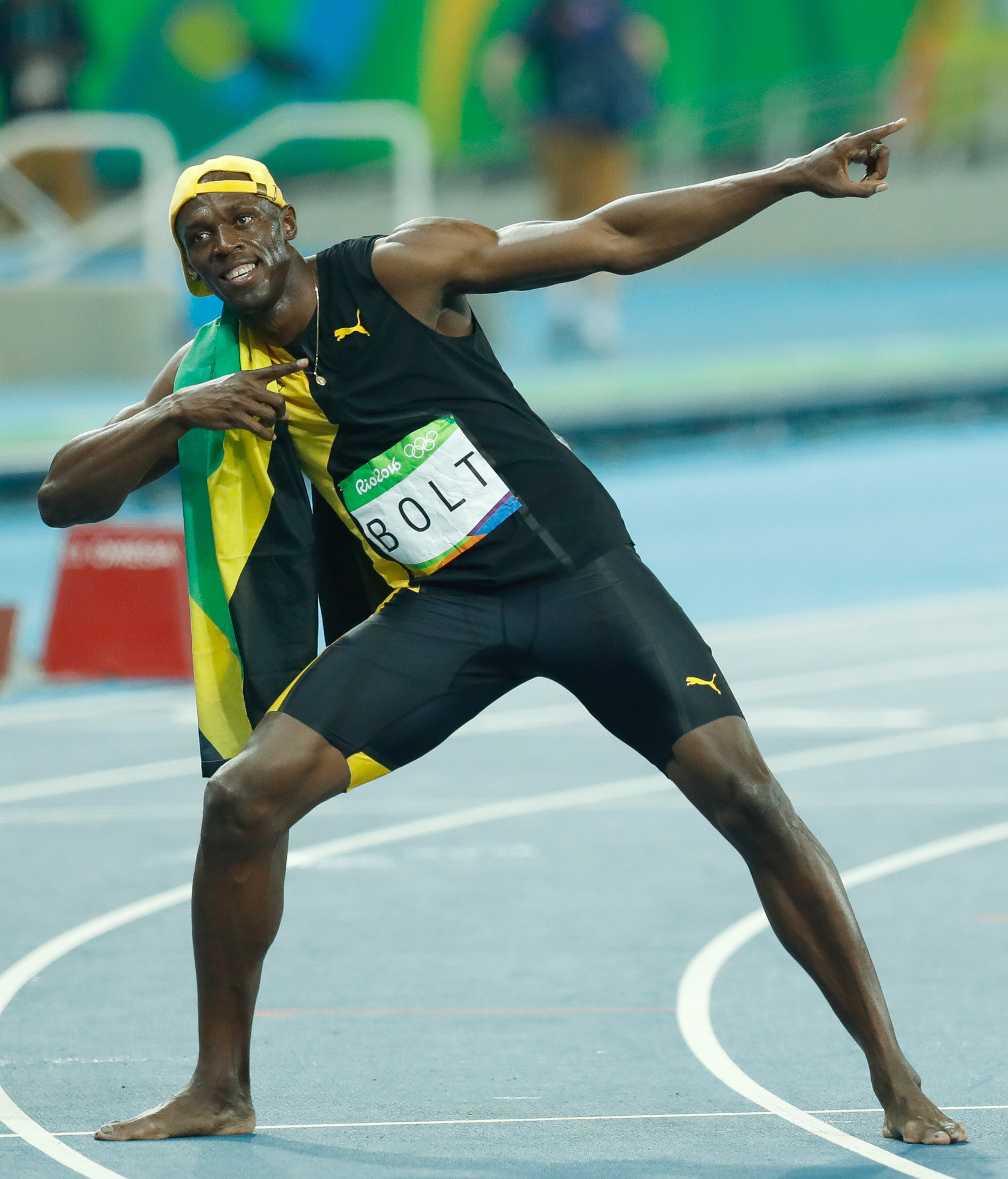
ژست پیروزی یوسین بولت

ژست پیروزی به حالتی گفته می‌شود که ورزشکاران برای گرفتن جشن پیروزی استفاده می‌کنند که معمولاً شامل بالا بردن بازوها در هوا هستند.